# Jesup (Georgia)
Jesup is een plaats (city) in de Amerikaanse staat Georgia, en valt bestuurlijk gezien onder Wayne County.

## Demografie
Bij de volkstelling in 2000 werd het aantal inwoners vastgesteld op 9279.
In 2006 is het aantal inwoners door het United States Census Bureau geschat op 10.138, een stijging van 859 (9.3%).

## Geografie
Volgens het United States Census Bureau beslaat de plaats een oppervlakte van
42,9 km², waarvan 42,8 km² land en 0,1 km² water.

## Plaatsen in de nabije omgeving
De onderstaande figuur toont nabijgelegen plaatsen in een straal van 36 km rond Jesup.

## Geboren in Jesup
- David Larson (1959), zwemmer